# Casa de la Vila de Vilajuïga
La Casa de la Vila és un edifici de Vilajuïga (Alt Empordà) inclòs en l'Inventari del Patrimoni Arquitectònic de Catalunya. És dins del nucli urbà de Vilajuïga, al tram final del carrer de Sant Sebastià, via d'accés al veïnat de Dalt de la població. Antigament, l'edifici havia servit d'escola. Una part de l'edifici, on hi ha l'ajuntament, s'està rehabilitant per albergar el centre cívic Punt de Trobada, que està en la seva segona fase.
És un edifici rectangular format per planta baixa i pis, amb la coberta a dues vessants de teula. Presenta un porxo davant la façana principal, utilitzada com a terrassa al pis. Una llarga filada d'arcs carpanells motllurats donen accés al porxo, des del petit pati davanter de la finca. Entremig de les obertures hi ha pilastres estriades amb capitells decorats amb motius vegetals i baranes d'obra, que delimiten el porxo. Al pis, la terrassa presenta una barana correguda d'obra, amb el passamà motllurat i alguns plafons decorats. Les finestres són grans i rectangulars, amb un emmarcament a la part superior a manera de guardapols. Hi ha uns petits medallons decorats, al damunt d'algunes finestres. Les de la planta baixa presenten una fina motllura a la part superior, amb els extrems decorats. Adossat al sud hi ha un altre cos de planta rectangular, alineat amb el carrer i sense pati davanter, usat com a local social i llar d'infants. Presenta la façana rectangular, amb un gran portal al centre i dues grans finestres a cada banda, totes bastides amb els mateixos arcs carpanells que els del porxo. Es repeteix al mig de les obertures, la mateixa decoració de les pilastres. La façana posterior presenta grans obertures d'arc deprimit convex. Les originals estan delimitades per una balustrada, mentre que altres han estat convertides en finestres rectangulars. La construcció es troba arrebossada i pintada de color clar.